# Dama (escacs)
En escacs, la reina —o dama— és considerada la peça més potent, i és la més important després del rei. Té la capacitat de moure's qualsevol nombre de caselles com si fos una torre (seguint una columna o una fila) o com si fos un alfil (seguint una diagonal), per no en la mateixa jugada; tanmateix no pot saltar per sobre d'altres peces. L'efectivitat de la reina fa que si un jugador aconsegueix eliminar la del rival sense perdre la seva, es troba en una posició gairebé decisiva per endur-se la partida.
A la fi del segle XV l'alferza fou substituïda per una peça més potent i àgil, la reina, fet produït a la València de Ferran II d'Aragó, cosa que revolucionà i dinamitzà el joc. Fou l'expert escaquista Francesc Vicent, de Sogorb, qui proposà aquest canvi transcendental, amb d'altres com la nova funció de l'alfil.